# Zrmanja
Pour les articles homonymes, voir Zrmanja (homonymie).
La Zrmanja est un cours d'eau qui s'écoule en Croatie au sud de la Lika et au nord de la Dalmatie. Durant la période romaine, elle était connue sous le nom latin Tedanius. 

## Description
La longueur totale de la rivière est d'environ 69 km. Sa source est située sous le pic de Postak proches des montagnes de Plješevica et du Velebit. La rivière se dirige vers le sud en passant par un canyon de 200 mètres de profondeur avant de se diriger vers l'ouest en direction de la localité croate d'Obrovac. La rivière se jette finalement quelques kilomètres plus loin dans la mer Adriatique au niveau de la baie de Novigradsko more. Un de ses affluents est la rivière Krupa.
Depuis la fin des années 1980, la rivière accueille des activités de rafting ou de kayak. La sécheresse en été rend toutefois possible la pratique de ces sports, il y a suffisamment d'eau en juillet et août (kayak) et au printemps et en automne, après de grosses pluies, on y fera plutôt du rafting. Depuis les années 1990 la région proche du mont Velebit appartient à un parc naturel.